# Легендарные правители Чехии

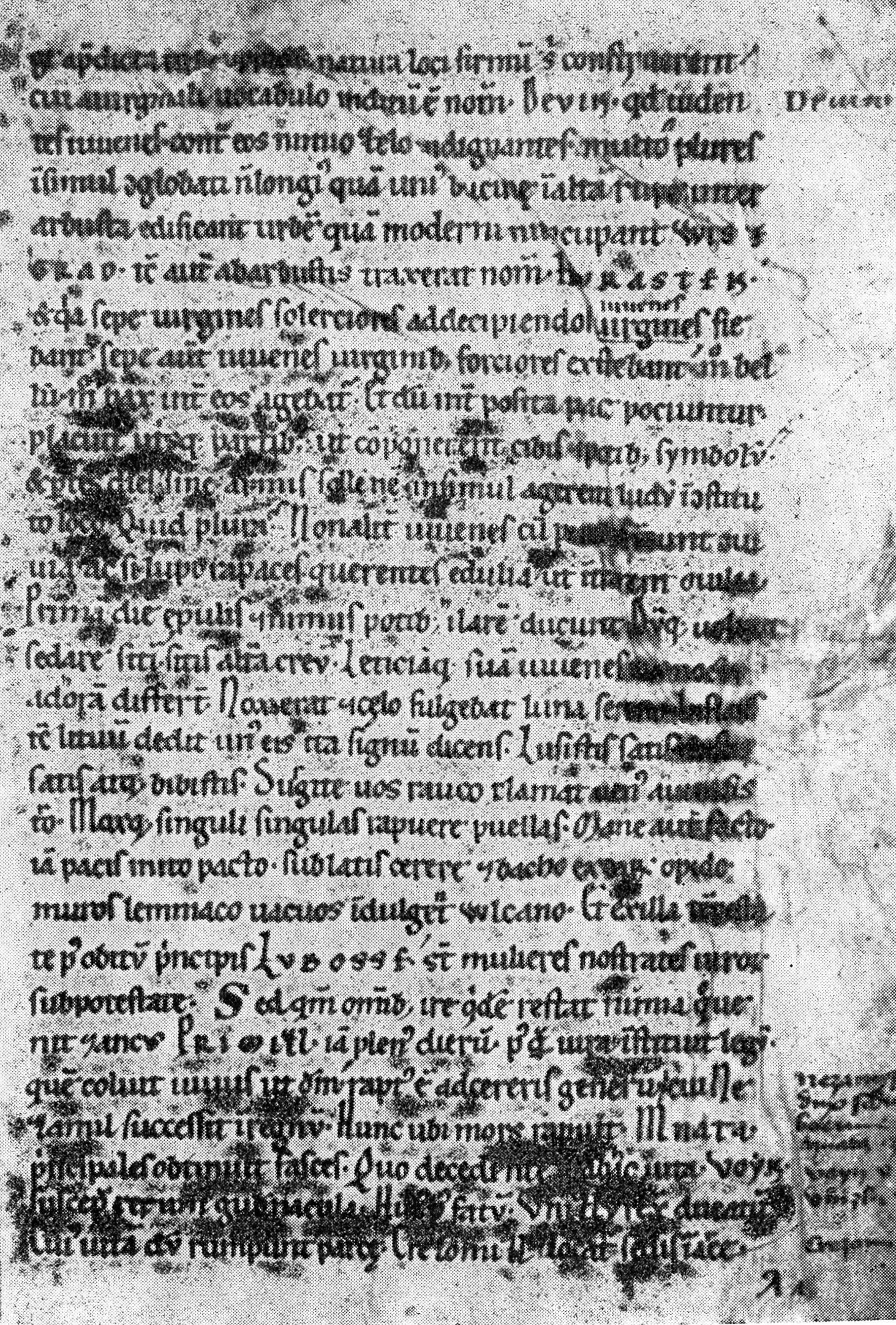
Список «Чешской хроники» от 1119—1125 годов

Легендарные правители Чехии — согласно «Чешской хронике» (Chronica Boemorum) Козьмы Пражского, написанной в начале XII столетия — мифические предки первых князей Чехии из династии Пржемысловичей.
В «Чешской хронике» излагается в легендарной форме начало чешской истории, происхождение чешского народа и правившей в стране династии. Первым вождём в ней называется праотец Чех, приведший свой род на территорию нынешней Чехии. Ему наследовал власть судья Крок, имевший трёх дочерей, и среди них — красавицу, младшую Либуше, ставшую женой пахаря Пржемысла, от которого затем пошёл княжеский и королевский род Пржемыслидов. Ко времени жизни Пржемысла и Либуше Козьма Пражский относит и основание Пражского замка, Градчан, а также войну между женщинами и мужчинами в Чехии, в которой женщины потерпели поражение. После смерти Пржемысла ему наследуют по очереди семь властителей, которых Козьма называет по имени: Незамысл, Мната, Войен, Внислав, Кржесомысл, Неклан и Гостивит. Сведения о правлении этих князей в хронике весьма кратки. Лишь о правлении Неклана сообщается, что ему пришлось возглавить войну чехов с соседним народом под названием лучане. Характеризуются эти «семь первых князей» как особы необразованные и неграмотные, посвящавшие большую часть своего времени обжорству и сну.
Вся первая часть летописного повествования о ранней истории Чехии — от прихода в страну Чеха и до свадьбы Пржемысла и Либуше является мифического происхождения. Существование указанных далее по именам правителей считается спорным; первым чешским князем, имя которого встречается в современных ему документах конца IX века, является Борживой I, который в хронике Козьмы Пражского — сын Гостивита.
В 1894 году известный чешский писатель Алоис Йирасек издаёт свои «Староческие повести», в которых он популярно излагает события ранней, легендарной чешской истории — от прихода рода Чеха и до войны, которую вёл Неклан.